# Cametá Sport Club
El Cametá Sport Club es un equipo de fútbol de Brasil que juega en el Campeonato Paraense, la primera categoría del estado de Pará.

## Historia
Fue fundado el 22 de junio de 2007 en el municipio de Cametá del estado de Pará por un grupo de empresarios liderado por Fernando Camarinha, Orlando Peixoto y Antonio Sassim con el fin de que fuera un equipo profesional con el nombre Clube Atlético Vila Rica.
Tras el reconocimiento de Cametá como municipio en 2008 el club cambia su nombre por el de Cametá Sport Club y un año después pasa al profesionalismo y adoptó los colores del municipio. En 2010 logra el ascenso al Campeonato Paraense, y por la salida de los equipos del estado de Roraima, al estado de Pará le adjuudicaron una plaza adicional al Campeonato Brasileño de Serie D de 2010,la cual le dieron al Cametá Sport Club. En su primera aparición en un torneo nacional fue eliminado en la primera ronda al terminar en tercer lugar de su grupo, a un punto de la clasificación.
En 2012 gana la Copa de Belém por primera vez y también es campeón estatal por primera ocasión venciendo en la final al Clube do Remo, pero desistió de participar en el Campeonato Brasileño de Serie D de 2012 cediendo su lugar al Clube do Remo, pero sí juega en la Copa de Brasil de 2013 donde es eliminado en la primera ronda por el Atlético Goianiense del estado de Goiás 0-7.

## Rivalidades
El Cametá tiene rivalidad con el Clube do Remo por los partidos entre ambos que han terminado con goleadas tanto a favor de uno como del otro, sobre todo porque los mejores resultados del Cametá contra el Remo han sido en rondas finales. También es rival del Independente Tucuruí por enfrentarse muy seguido en las finales de los años 2010, pero esta rivalidad es por las ciudades sede de ambos equipos.

## Palmarés
- Campeonato Paraense: 1

2012
- Campeonato Paraense - Serie B: 1

2022
- Copa de Belém: 1

2012